# Philippe-Emmanuel de Gondi
Philippe-Emmanuel de Gondi, né en 1580 et mort le 29 juin 1662, comte de Joigny (comté acquis par son oncle l'évêque Pierre en 1603), marquis de Belle-Île et des îles d'Or, baron de Montmirel, seigneur de Dampierre et de Villepreux, Général des Galères de France, est un fils cadet d'Albert de Gondi (le « maréchal de Retz »), duc de Retz, et de Claude-Catherine de Clermont.

## Biographie
Il succéda à son père Albert de Gondi et à son frère aîné Charles (tué en 1596) en tant que Général des galères en 1598 (lettres du 15 avril). Il se démit de sa charge en faveur de son fils Pierre en 1626.
Il se distingua dans une expédition contre les pirates barbaresques en 1613 et participa à un combat naval contre les Rochelais en 1622 (cf. l'article La Rochelle).
Il a été le protecteur de Saint Vincent de Paul qui demeura chez lui de 1613 à 1617.
Après la mort de sa femme Françoise-Marguerite de Silly (1584-1625), dame de Commercy (issue des Sarrebruck-Commercy, et des comtes de Braine : cf. Philippine), il entra dans la congrégation de l'Oratoire.

## Famille et descendance

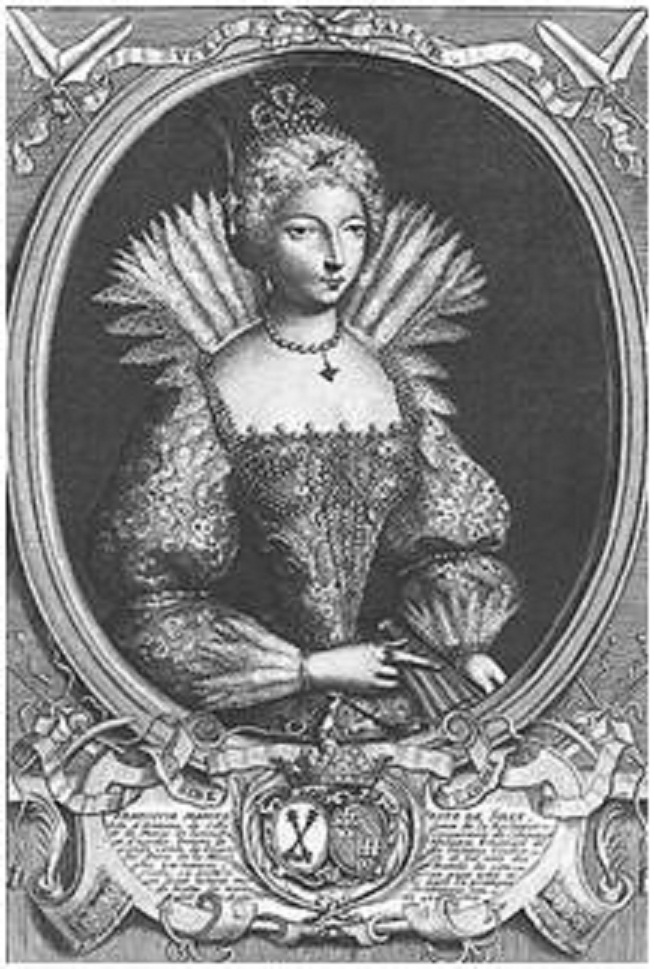
Marguerite de Silly, son épouse.

Philippe-Emmanuel de Gondi épouse, par contrat passé à Paris le 11 juin 1604, Françoise Marguerite de Silly (1584-1625), baronne de Montmirail, dame de Commercy, fille d'Antoine de Silly (1552-1609), comte de La Rochepot, capitaine de cinquante hommes d'armes des ordonnances du Roi, gouverneur et lieutenant général pour le Roi en ses pays et duché d'Anjou, chevalier des ordres du Roi, conseiller du Roi en ses conseils d'État et privé, et de Marie de Lannoy, dame de Folleville. Il eut d'elle trois fils :
- Pierre de Gondi dit « Pierre de Joigny » (1602 à Paris - 29/04/1676 à Machecoul), duc de Retz et seigneur de Machecoul, comte de Joigny, marquis de Belle-Île, marquis de La Garnache, baron de Mortagne et de La Hardouinaye, pair de France, général des Galères de France. Il épousa (août 1633) sa cousine Catherine de Gondi (28/12/1612-18/09/1677), dont il a deux filles :
  - Marie-Catherine Antoinette de Gondi (1648-01/07/1716), religieuse sous le nom de Sœur Antoinette de Sainte-Scholastique ;
  - Paule-Marguerite Françoise de Gondi (12/03/1655 à Machecoul - 21/01/1716 à Paris), duchesse de Retz et dame de Machecoul, marquise de La Garnache, comtesse de Joigny, baronne de Mortagne. Elle épousa (12/03/1675) François Emmanuel de Blanchefort-Créquy (décembre 1645-03/05/1681), duc de Retz et seigneur de Machecoul (du chef de sa femme), comte de Sault, duc de Lesdiguières et pair de France, dont elle eut un fils :
Jean-François de Blanchefort-Créquy (03/10/1678-06/10/1703 à Modène en Italie). Il épousa (1696) Louise-Bernardine de Durfort. Sans postérité.

- Henri de Gondi (1610-1622), marquis de Belle-Île.

- Jean-François Paul de Gondi dit « le Cardinal de Retz » (20/09/1613-24/08/1679 à Paris), seigneur de Commercy, cardinal, archevêque de Corinthe, archevêque de Paris, évêque de Langres, abbé de Saint-Denis, abbé commendataire des abbayes Saint-Aubin d'Angers, La Chaume et Buzay.

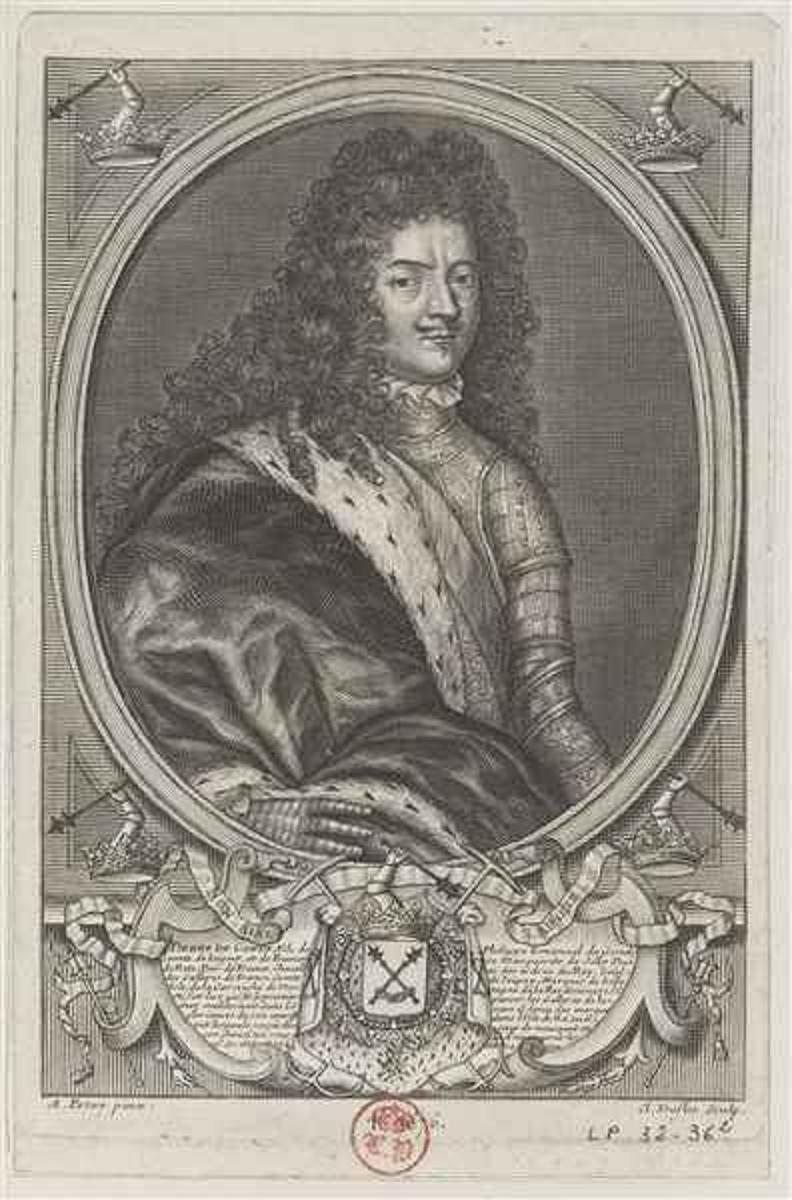
Pierre de Gondi, fils de Philippe-Emmanuel de Gondi.
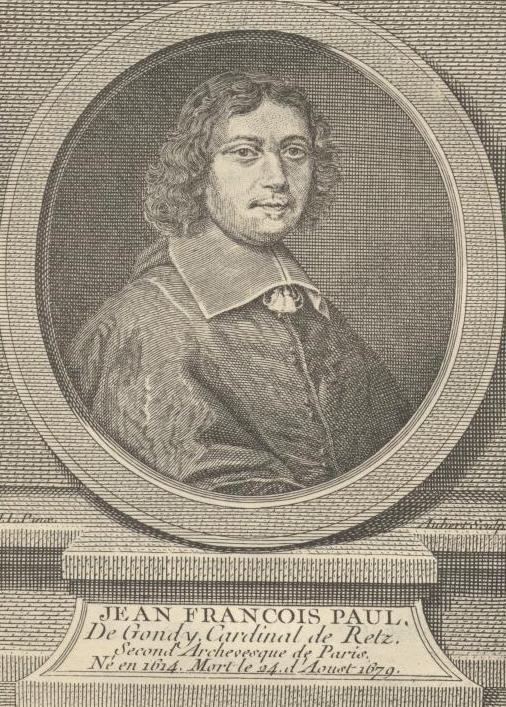
Jean-François Paul de Gondi, fils de Philippe-Emmanuel de Gondi.

## Armoiries de Philippe-Emmanuel de Gondi
| Blason | Blasonnement : Écartelé : 1 et 4 : d'or à deux masses d'armes de sable passées en sautoir et liées de gueules (qui est de Gondi) ; 2 et 3 : d'hermine, au chef de gueules, chargé de deux clés d'argent, passées en sautoir et surmontées d'une tiare papale d'or (qui est de Clermont-Tallart). |